# Czrezpienianie

Związek wielecki 983-1056/57 (Czrezpienianie, Chyżanie, Dołężanie, Redarowie)

Czrezpienianie, Czrezpieczanie, Czerezpieczanie, Czerespienianie – średniowieczne plemię słowiańskie należące do grupy plemion wieleckich (związek wielecki). Zamieszkiwali między Reknicą (ew. Rzekiennica, dziś Recknitz) i Pianą (obecnie Peene), dalej na północ od doliny Piany oraz wyspę Uznam. Grody identyfikowane jako czrezpieniańskie to główny Ciecierów oraz Ostrów, Małkinia, Wołogoszcz, i przygraniczny Dymin.

## Źródła pisane
Adam z Bremy wymienia Czrezpienian (niem.: Circipanen, Zirzipanen) w swoim dziele Gesta Hammaburgensis ecclesiae pontificum (Dzieje kościoła hamburskiego):
Liczne są plemiona słowiańskie. Z tych wpierw od zachodu, na pograniczu z Nordalbingami, Wagrowie; ich miastem nadmorskim Starogand. Dalej idą Obodrzyce, których teraz zwą Reregami, a miastem ich Mechlin. Bliżej nas Połabianie, których miastem Racibórz. Z tyłu za nimi [G]linianie i Warnowie. Blisko nich mieszkają Chyczanie i Czrezpienianie, których od Dołężan i Redarów oddziela rzeka Pina i miasto Dymin. Tam jest granica diecezji hamburskiej.
Są jeszcze inne plemiona słowiańskie, które mieszkają między Łabą i Odrą, jak Hawelanie, którzy są nad rzeką Hawelą, i Doszanie, Lubuszanie, Wolinianie i wiele innych.

## Historia
W IX wieku weszli w skład organizacji politycznej zwanej związkiem wieleckim, jako jedno z czterech wielkich plemion, obok Redarów, Tolężan (vel Dołężan/Doleńców) i Chyżan.
Podczas drugiego powstania ogólnopołabskiego w 955 r., podczas którego przeciwko Niemcom sprzymierzyli się Wieleci z Obodrzycami, Otto I po rozgromieniu Węgrów nad Lechem wtargnął aż na tereny Czrezpienian, docierając do rzeki Rzekiennicy, gdzie 16 października 955 doszło do bitwy: Słowianie otoczyli tam Niemców. Od niechybnej klęski ocalił ich margrabia Marchii Wschodniej, Gero przy pomocy sprzymierzonych ze sobą Ranów, którzy przyczynili się do budowy trzech mostów na Rzekiennicy. Umożliwiły one przeprawę przez rzekę i rozgromienie oddziałów słowiańskich. Powstanie upadło.
Gdy po latach 30. XI wieku, związek wielecki był u szczytu potęgi, doszło w nim do wojny domowej (1057–1060). W 1057 Czrezpienianie wystąpili przeciwko Redarom. W trzech kolejnych bitwach rozbili Redarów oraz sprzymierzonych z nimi Tolężan i Chyżan. Redarowie zwrócili się o pomoc do księcia obodrzyckiego Gotszalka, księcia saskiego Bernarda i króla duńskiego Swena Estrydsena. Koalicja ta pokonała Czrezpienian zmuszając do zapłacenia okupu, Gotszalk zaś przyłączył Czrezpienian i Chyżan do związku obodryckiego.
W 1151 razem z Chyżanami zbuntowali się przeciwko księciu Obodrytów Niklotowi.
Do 1170 zostali podbici wraz z resztą Wieletów przez książąt zachodniopomorskich, którzy umieścili w swojej tytulaturze również Lutycję – ziemię Lutyków.

## Etymologia
Etnonim pochodzący od hydronimu, oznaczający tych, którzy mieszkają za rzeką Pianą lub po obydwu brzegach. Derywat przedrostkowy od prasłowiańskiego przyimka *čerzъ ← *čersъ (przez), zachowany m.in. w rosyjskim čerez/через, słoweńskim čerź, serbochorwackim črëz; nieobecny we współczesnym języku polskim. W zachodnich źródłach występują jako Circipanien, Zirzipanien a nazwa tłumaczona jest od łacińskiego circum (dookoła). Prawdopodobieństwo by Słowianie używali nazwy łacińskiej jest niskie. Podobieństwo czerez/circum jest albo zbiegiem okoliczności albo pokrewieństwem praindoeuropejskim.